# Charbonnières-les-Bains
Charbonnières-les-Bains este o comună în departamentul Rhône din sud-estul Franței. În 2009 avea o populație de 4.675 de locuitori.

## Evoluția populației
| An        | 1975  | 1982  | 1990  | 1999  | 2006  | 2009  |
| --------- | ----- | ----- | ----- | ----- | ----- | ----- |
| Populație | 3.086 | 3.973 | 4.033 | 4.377 | 4.835 | 4.675 |